# 75 mm M1917
Il 75 mm Gun Model 1917 (British) era un cannone campale statunitense, soluzione ad interim basata sul Ordnance QF 18 lb britannico, prodotto negli Stati Uniti durante la prima guerra mondiale dopo la decisione dell'US Army di passare sui propri cannoni campali dal calibro 76 mm (3 pollici a 75 mm).

## Storia

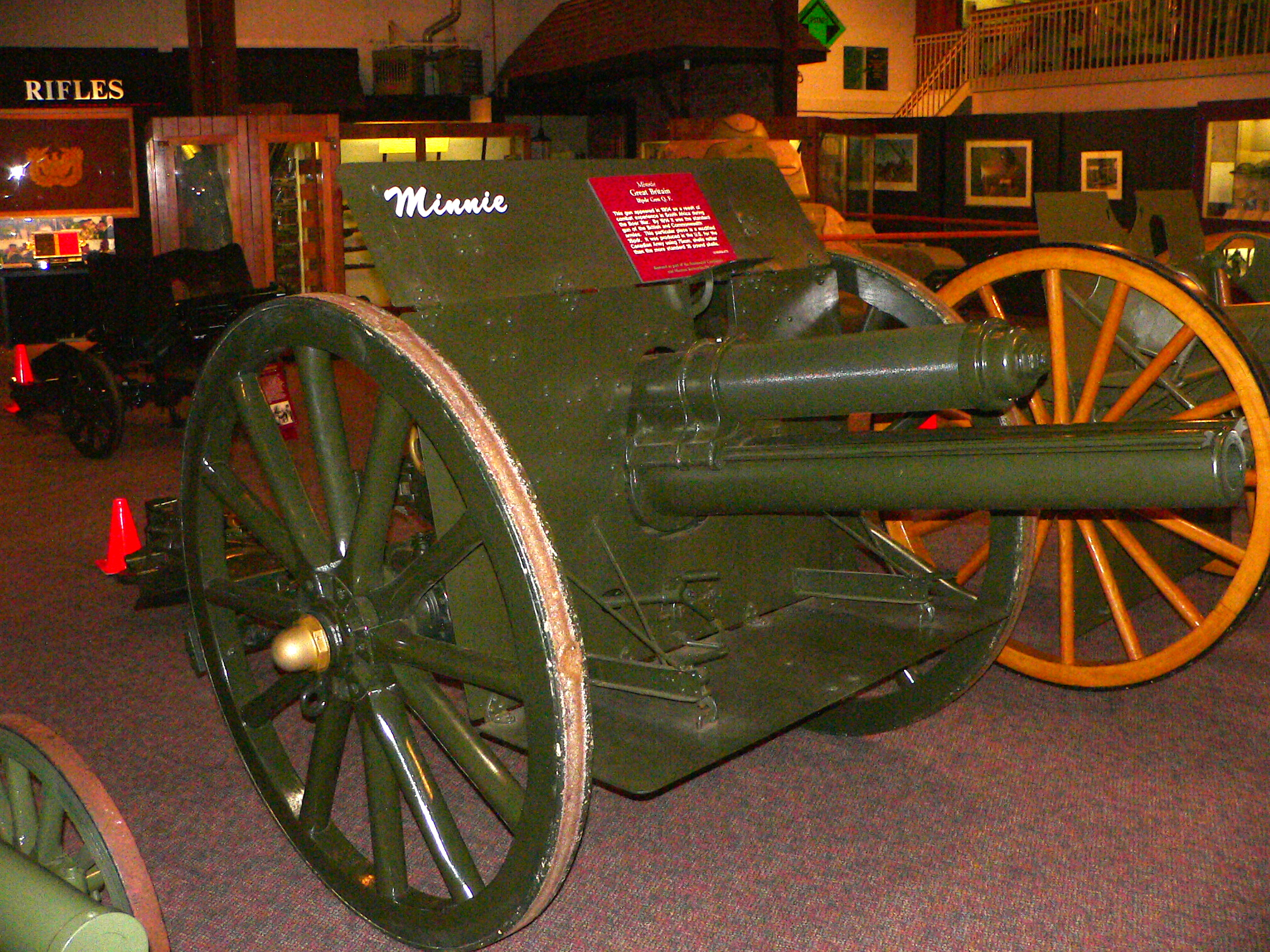
Il M1917 "Minnie" esposto presso l'United States Army Ordnance Museum

Gli americani decisero all'inizio della Grande Guerra di adottare per l'artiglieria campale il calibro 75 mm, abbandonando il 76 mm. Il cannone selezionato per il passaggio al nuovo standard fu il celeberrimo 75 mm Mle. 1897 Deport francese, ma i primi tentativi di produrlo negli Stati Uniti impiegando tecniche di produzione di massa fallirono, in parte a causa dei ritardi francesi nella consegna dei progetti, incompleti o inaccurati, ed in parte perché l'industria americana non era attrezzata per lavorare in standard metrici decimali. Dal 1917 le industrie americane produssero 851 QF 18 lb per i britannici; quindi la produzione di una sua versione da 75 mm, ottenuta ricamerando il QF 18 lb britannico per la munizione da 75 mm francese, rappresentava una semplice soluzione ad interim, utilizzando le capacità di produzione esistenti.
Il M1917 venne ordinato poco dopo la dichiarazione di guerra dell'aprile 1917 per accelerare il riarmo, in quanto la Bethlehem Steel lavorava già a degli ordinativi per canne ed affusti per il governo britannico.. Il M1917 rimase esternamente molto simile al QF 18 lb, dal quale differiva principalmente per la canna più corta ed un freno di bocca diritto. Tuttavia il pezzo fu sviluppato troppo tardi per poter entrare in azione sui campi della Grande Guerra.

## Impiego operativo
La Finlandia acquistò 200 di questi obsoleti cannoni dagli Stati Uniti per la guerra d'inverno contro l'Unione Sovietica nel 1940. Questi giunsero troppo tardi per essere impiegati, con la denominazione 75 K/17 e dopo la necessaria revisione furono usati nella guerra di continuazione a partire dal 1941 e, per l'addestramento, fino agli anni 1990.

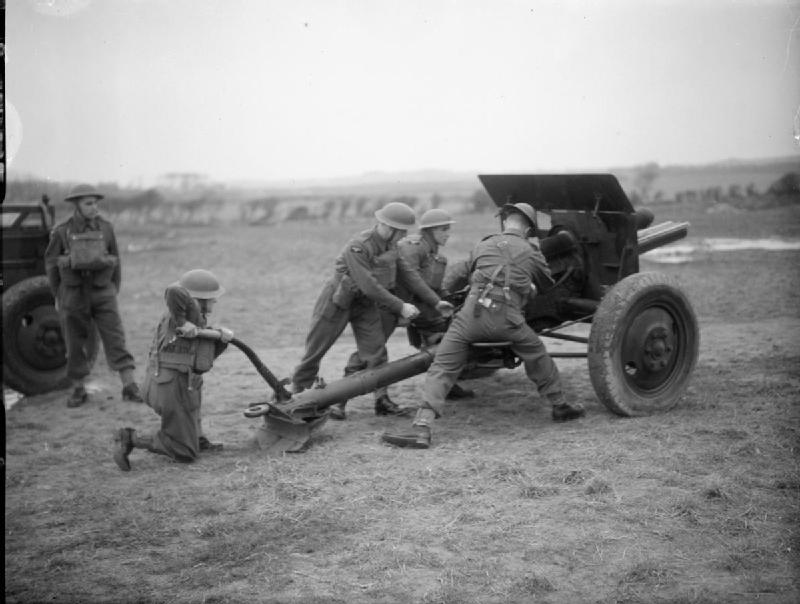
Avieri britannici addetti a un M1917 durante le esercitazioni presso il No. 2 RAF Regiment School, Whitley Bay, Northumberland durante la seconda guerra mondiale

All'inizio della seconda guerra mondiale il Regno Unito aveva perso la maggior parte delle proprie artiglierie campali in Francia; così gli Stati Uniti trasferirono in Gran Bretagna le loro grandi scorte rimanenti di M1917, dove la sua somiglianza con il QF 18 lb ne semplificò l'uso nelle unità di difesa e di addestramento inglesi. La designazione assegnata dai britannici fu Ordnance QF 75 mm on Carriage, 75 mm/18 pr Mark 1PA.
Il cannone entrò in servizio in Grecia durante la guerra greco-italiana del 1940-1941. La Grecia chiese un aiuto a Gran Bretagna e Stati Uniti; gli inglesi offrirono 50 cannoni M1917 a gennaio, gli americani 24 pezzi nel marzo 1941; di questi ultimi solo 18 giunsero in Grecia, mentre i rimanenti furono affondati con le navi o non furono mai imbarcati a causa della resa del paese nell'aprile 1941. I 18 pezzi consegnati necessitavano comunque di manutenzione prima di essere immessi in servizio, cosicché solo 4 pezzi entrarono in azione con il 19º Battaglione di artiglieria campale e 12 con il Battaglione di artiglieria campale B3.